# Sargocentron coruscum
Sargocentron coruscum là một loài cá biển thuộc chi Sargocentron trong họ Cá sơn đá. Loài này được mô tả lần đầu tiên vào năm 1860.

## Từ nguyên
Tính từ định danh coruscum trong tiếng Latinh có nghĩa là "lấp lánh; nhấp nháy", hàm ý đề cập đến màu xanh óng trên rìa vảy ở loài cá này.

## Phân loại
Dornburg và cộng sự (2012) đã đề xuất chuyển S. coruscum sang chi Neoniphon dựa vào phát sinh chủng loại phân tử của họ, tuy nhiên điều này vẫn chưa được chấp nhận rộng rãi. Trang Catalog of Fishes thì đã xem S. coruscum là đồng nghĩa của Neoniphon coruscum.

## Phân bố và môi trường sống
S. coruscum có phân bố rộng rãi dọc Tây Đại Tây Dương, từ Bermuda và bang Florida (Hoa Kỳ) băng qua một phần vịnh México (Florida Keys ngược lên St. Petersburg, Florida, vịnh Terrebonne ngoài khơi Louisiana đến Corpus Christi, Texas, và từ bang Campeche dọc theo bán đảo Yucatán) và khắp vùng biển Caribe đến Venezuela ở phía nam.
Môi trường sống của S. coruscum là trên các rạn san hô, được tìm thấy ở độ sâu đến ít nhất là 100 m. Chúng thường được quan sát trên nền cát hoặc nền đáy có san hô chết vào ban đêm, tập trung ở rạn san hô vào ban ngày.

## Mô tả
Chiều dài cơ thể lớn nhất được ghi nhận ở S. coruscum là 15 cm. Loài này màu đỏ, trừ vùng bụng trắng. Hai bên thân có các hàng sọc trắng. Vây lưng mềm, vây hậu môn và đuôi màu đỏ, trong mờ. Gai vây lưng màu đỏ, chóp gai trắng, dọc gốc các màng gai có một đốm trắng tạo thành hàng. Có một đốm đen lớn trên màng của 3 gai đầu tiên.
Số gai ở vây lưng: 11; Số tia vây ở vây lưng: 11–13; Số gai ở vây hậu môn: 4 (gai thứ 3 dài nhất); Số tia vây ở vây hậu môn: 8; Số tia vây ở vây ngực: 12–13; Số vảy đường bên: 41–45.

## Sinh thái
Thức ăn của S. coruscum chủ yếu là tôm, nhưng cũng ăn cả cua.